# 基弗斯费尔登
基弗斯费尔登是德国巴伐利亚州的一个市镇。总面积36.73平方公里，总人口6816人，其中男性3397人，女性3419人（2011年12月31日），人口密度186人/平方公里。